# Астероїд

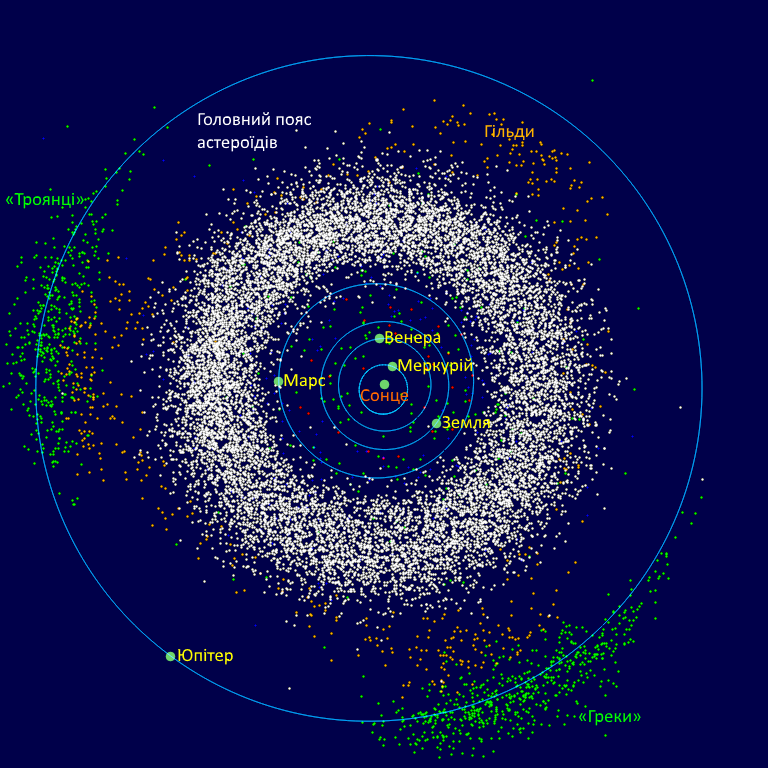
Головний пояс астероїдів (білий колір), греки, троянці (зелений колір) та гільди (помаранчевий колір).

Астеро́їд — це невелике кам'яне або металеве небесне тіло розміром від декількох метрів до сотень кілометрів, яке обертається кеплерівською орбітою навколо Сонця. Менші небесні тіла називають метеороїдами (розміри від декількох міліметрів до метрів), а більші — карликовими планетами (близько тисячі кілометрів).
Термін «астероїд» часто використовують як синонім терміна «мала планета», однак стосується він насамперед об'єктів всередині орбіти Нептуна. Малі планети за орбітою Нептуна називають «транснептуновими об'єктами» і вони входять до ширшої підгрупи віддалених малих планет. Отож до «малих планет» належать «астероїди» та «транснептунові об'єкти». З цих трьох термінів лише термін «малі планети» офіційно визначений Міжнародним астрономічним союзом.
Наразі станом на 7 лютого 2023 року відомо про існування понад 1,265 млн астероїдів у Сонячній системі, і щомісяця додаються кілька тисяч нових відкритих об'єктів. За визначенням, астероїди, на відміну від карликових планет, мають занадто низьку масу, щоб досягти гідростатичної рівноваги та набути приблизно кулястої форми, тому зазвичай є тілами неправильної форми.

## Етимологія
Термін «астероїд» (від дав.-гр. ἀστεροειδής — «зореподібний», з ἀστήρ — «зоря» та εῖ̓δος — «вид, зовнішність, якість») запровадив Вільям Гершель, оскільки перші виявлені астероїди виглядали на небі як зорі (або точки), на відміну від планет, які під час спостереження у телескоп мають вигляд дисків. Водночас астероїди, на відміну від зір, рухалися. Точного визначення терміна «астероїд» досі нема.
Від комет астероїди відрізняються тим, що не мають коми та характерного кометного хвоста.
До запровадження терміну «карликова планета» астероїди називали також малими планетами. Однак резолюцією Міжнародного астрономічного союзу 2006 року встановили нову термінологію щодо небесних тіл Сонячної системи. Тепер їх поділяють на три категорії:
- планети
- карликові планети
- малі тіла Сонячної системи, до яких належать, зокрема, астероїди, комети та транснептунові об'єкти.

## Загальна характеристика

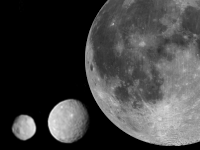
Порівняльні розміри Вести, Церери та Місяця.

Астероїди вважають залишками протопланетного диска, що залишилися після формування Сонячної системи. Станом на серпень 2022 відомо понад 1 113 527 астероїдів. Орбіти більшості відомих астероїдів розташовані між орбітами Марса та Юпітера (так званий головний пояс астероїдів).
Найвідоміші астероїди: Паллада, Юнона, Веста, Ерос, Амур, Гідальго, Ікар.
Розмір є одним з основних параметрів, за якими класифікують астероїди. Можна вважати, що всі астероїди розміром понад 100 км вже відкрито. Наразі відомо 26 астероїдів діаметром понад 200 км.
Більші небесні тіла (понад 800 км у діаметрі), що обертаються навколо Сонця, під дією власних гравітаційних сил набувають кулястої форми, і такі тіла класифікують як планети або карликові планети.
Чинна класифікація не дає чітких меж за розмірами, коли небесне тіло вважається ще астероїдом, а коли — вже метеороїдом, які теж подібні до уламків скелі, але менші за розміром. Ці межі коливаються в діапазоні 1—10 м. Класифікація спирається на міркування, що в результаті входження до атмосфери Землі астероїди можуть уціліти й досягти її поверхні незруйнованими, водночас метеори здебільшого згорають в атмосфері повністю.

## Назви
На початку астероїдам давали імена героїв римської та грецької міфології, згодом відкривачі отримали право називати їх як завгодно, наприклад, своїм ім'ям. Спочатку астероїдам здебільшого давали жіночі імена, чоловічі імена отримували тільки ті астероїди, які мали незвичайні орбіти (наприклад, Ікар, який наближається до Сонця ближче від Меркурія). Пізніше й цього правила перестали дотримуватися.
Після відкриття астероїда йому надають тимчасове позначення на кшталт 2002 AT4, яке складається з року відкриття, латинської літери, яка кодує півмісяць відкриття, і порядкового номера у півмісяці (який теж кодують латинською літерою). У позначеннях не вживають літери «I» (через подібність із одиницею) та «Z». У такий спосіб позначають 24 половини місяців та 24 перші астероїди у кожному півмісяці. Якщо кількість астероїдів, відкритих протягом половини місяця, перевищить 24, знову повертаються до початку алфавіту і додають до другої літері індекс 2, далі — 3 і т. д. На прикладі астероїда 1969 TD2 — його відкрито 1969 року, у першій половині жовтня (T), 28-м за ліком (D2).
Після того як стає відомою орбіта астероїда, йому надають постійний порядковий номер (наприклад, астероїд, спочатку тимчасово позначений як 1977 RC9, згодом отримав постійне позначення 8245).
Астероїдам, орбіта яких добре визначена (що мають постійне позначення), можуть надавати також власну назву. Наприклад, астероїд 1709 отримав назву «Україна». Були випадки, коли астероїд отримував постійне позначення чи назву через десятки років після його першого спостереження.

## Історія
Процес вивчення астероїдів поділяють на кілька періодів[джерело?]. 1781 року В. Гершель відкрив планету Уран. Її середня геліоцентрична відстань виявилася відповідною до правила Тіціуса — Боде, що наводило на думку про існування ще однієї планети на відстані близько 2,8 астрономічної одиниці від Сонця — між орбітами Марса та Юпітера. Наприкінці XVIII століття німецький астроном угорського походження Франц Ксавер фон Цах організував групу, до складу якої входили 24 астрономи. З 1789 року ця група шукала ще одну планету. Завдання полягало у визначенні координат усіх об'єктів на ділянках зодіакальних сузір'їв на певний момент часу. У наступні ночі координати перевіряли й виділяли об'єкти, які пересувалися на значні відстані. Очікуваний зсув шуканої планети мав становити близько 30 кутових секунд за годину (близько 12 кутових мінут за добу), що мало бути легко поміченим.
Однак перший астероїд Цереру (тепер це карликова планета) виявив італієць Джузеппе Піацці, який не був учасником цього проєкту, а багато років вів спостереження положень зір для складання зоряного каталогу. 1 січня 1801 року Піацці виявив у сузір'ї Близнят слабку зорю, із блиском близько 7m, якої чомусь не було ні в його власному каталозі, ні в каталозі Христіана Маєра, який був у Піацці. Наступного вечора виявилося, що «зоря» зсунулася на 4′ за прямим піднесенням і на 3,5′ за схиленням. Спостереження протягом шести тижнів дало підстави вважати виявлений об'єкт новою планетою.
Наступні три астероїди — Паллада (1802, Г. Ольберс), Юнона (1804, К. Гардінг) і Веста (1807, Г. Ольберс) виявили протягом декількох наступних років. Ще через 8 років марних пошуків більшість астрономів припинили дослідження.
Однак Карл Людвиг Генке проявив наполегливість і відновив пошук нових астероїдів 1830 року. П'ятнадцять років по тому він виявив Астрею, перший новий астероїд за 38 років. Менше ніж через два роки він виявив Гебу. Після цього інші астрономи приєдналися до пошуків і, починаючи з 1847 року, астероїди відкривали вже щороку (за винятком 1945). Відкривачами астероїдів у той час стали Джон Гайнд, Аннібале де Гаспаріс, Роберт Лютер, Герман Гольдшмідт, Жан Шакорнак, Джеймс Фергюсон, Н. Р. Поґсон, Вільгельм Темпель, Д. К. Вотсон, Х. Г. Ф. Петерс та ін.
У 1891 році німецький астроном Макс Вольф вперше застосував для пошуку астероїдів метод астрофотографії. Він полягав у тому, що на фотографіях із довгими експозиціями астероїди залишали короткі світлі лінії на тлі нічного неба та точкових зображень зір. Фотографічний метод значно збільшив кількість відкритих астероїдів порівняно з візуальними методами — М. Вольф самостійно відкрив 248 астероїдів (починаючи з астероїда 323 Брюсія), тоді як до нього було виявлено трохи більше 300.
У 1898 році Ґустав Вітт відкрив астероїд Ерос, що наближається до Землі на небезпечну відстань[відсутнє в джерелі]. Згодом були відкриті інші астероїди, що наближаються до земної орбіти, однак не перетинають її. Згодом їх виділили в окрему групу Амура.
У 1906 році Макс Вольф виявив Ахіллес, що рухається орбітою Юпітера, поблизу точки Лагранжа. Астероїди, що рухаються такими орбітами, називають на честь героїв Троянської війни, а сам клас астероїдів — троянцями.
У 1932 році Карлом Рейнмутом (нім. Karl Reinmuth) був відкритий, потім загублений і виявлений знову 1973 року (через 41 рік) Аполлон — астероїд, орбіта якого перетинає орбіти Землі, Венери та Марса. Це перший представник виділеної пізніше групи Аполлона, члени якої у перигелії наближаються до Сонця ближче, ніж Земля.
У 1976 році американський астроном Елеанора Гелін (англ. Eleanor F. Helin) відкрила Атон, який започаткував нову групу Атона, велика піввісь орбіти яких менша за 1 а. о., а відстань від Сонця в афелії більша за 0,938 а. о.
У 1977 році виявлено Хірон із групи астероїдів, що перетинають орбіти газових планет. Отримали офіційну назву кентаври за істотами давньогрецької міфології (що були поєднанням людини та коня), оскільки мають характеристики як астероїдів, так і комет[відсутнє в джерелі].
У 1992 році відкрито перший об'єкт за орбітою Плутона. Він отримав тимчасову назву 1992 QB1, а 31 січня 2018 року він отримав назву 15760 Альбіон на честь персонажа творів Вільяма Блейка. Після цього в поясі Койпера стали знаходити нові об'єкти.

## Останні дослідження

Потенційно небезпечний астероїд 2004 FH під час зближення у березні 2004 року на тлі зоряного неба. Швидкий об'єкт внизу знімка — штучний супутник Землі.

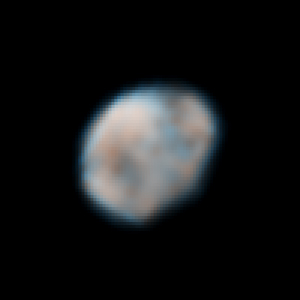
Астероїд Веста. Знімок космічного телескопа Габбл.

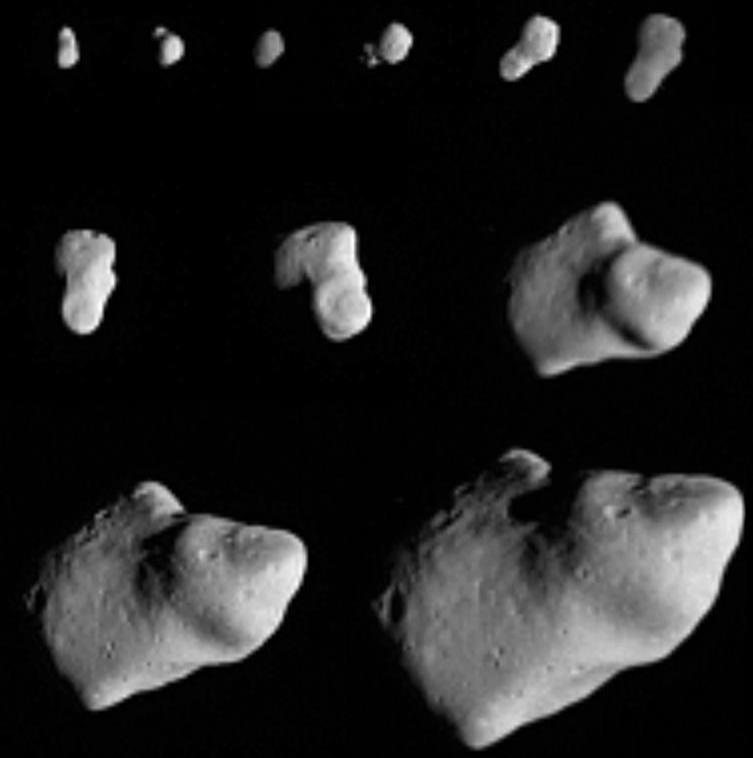
Обертання астероїда 951 Гаспра.

Станом на 24 серпня 2022 року в базі даних Центру малих планет налічувалось 1 217 303 об'єкти. Дослідники припускають, що в головному поясі астероїдів має бути від 1,1 до 1,9 млн об'єктів, що мають розмір понад 1 км у поперечнику.
Зазвичай тільки Весту можна бачити з Землі неозброєним оком, але тільки на дуже темному небі й лише за сприятливого для спостереження розташування. Щоправда, окремі астероїди можуть наближатися до Землі — тоді їх також можна спостерігати неозброєним оком.
У більшість земних телескопів астероїди видно лише як точки на небі. Тільки найпотужніші наземні й орбітальні телескопи на зразок телескопа Габбла можуть визначити форму астероїда. Проте зображення астероїдів залишаються лише розмитими плямами. Певну інформацію про форму астероїдів можна отримати з аналізу кривих світності — зміни яскравості під час обертання. Цим займається волонтерський обчислювальний проєкт Asteroids@home. Точнішу інформацію про форму та розміри найбільших астероїдів можна дізнатися, спостерігаючи покриття астероїдами зір. Додаткову інформацію про близькі астероїди отримують також за допомогою радарів.
Деякі відомості про хімічний склад отримано шляхом порівняння спектрів астероїдів зі спектрами окремих видів метеоритів. Зокрема, зроблено висновок про їх генетичну єдність. За даними інфрачервоної спектроскопії визначено, що поверхня астероїдів має дуже низьку теплопровідність. Поляризаційні дослідження підтверджують, що поверхню астероїдів вкрито реголітом.
Перші детальні фотографії схожих на астероїди об'єктів було отримано 1971 року «Марінером-9». «Марінер» зробив фото двох супутників Марса — Фобоса й Деймоса, які, ймовірно, є астероїдами, захопленими полем тяжіння планети. На зображеннях видно нерівну, схожу на картоплину, форму, властиву більшості астероїдів.
Першим справжнім астероїдом, сфотографованим зблизька, стала 1991 року 951 Гаспра. Фотографії було зроблено космічним апаратом Галілео, який на той час пролітав поряд з астероїдом на шляху до Юпітера. Галілео сфотографував також 243 Іду з її супутником Дактилем.
Першим космічним апаратом, що полетів саме на зустріч з астероїдом, став NEAR Shoemaker. Він сфотографував 253 Матільду 1997 року, потім вийшов на орбіту навколо астероїда 433 Ерос і 2001 року опустився на його поверхню. До цього дослідження прямих даних про хімічний склад астероїдів не було.
У вересні 2005 року японський космічний апарат Хаябуса розпочав вивчення астероїда 25143 Ітокава. 13 червня 2010 року він зумів доправити на Землю деякі зразки астероїда, спіймані на особливий гель[джерело?].
У вересні 2007 року НАСА запустило апарат Dawn, який 2011—2012 року зблизька досліджував астероїд Весту, а з 2015 року — карликову планету Цереру.
У 2024 році мисливці за астероїдами з некомерційного Інституту астероїдів, який є проєктом Фонду B612 та Вашингтонського університету (США) виявили 27 500 нових навколоземних астероїдів — тобто більше, ніж було відкрито всіма світовими телескопами попереднього 2023 року. Замість того щоб спостерігати за зорями за допомогою традиційних телескопів, дослідники розробили новий алгоритм під назвою «Відновлення геліоцентричної орбіти без треклерів» (THOR), який вивчає старі фотографії космосу як форму міжзоряної криміналістики.

## Класифікація

### Спектральна класифікація
1975 року було розроблено таксономічну систему для астероїдів. Вона базується на кольорі, альбедо та спектрах астероїдів. Ці властивості пов'язані зі складом поверхні астероїдів. Спочатку виділяли три класи:
- Астероїди типу C — темні, багаті на вуглець, вони становлять 75 % усіх відомих астероїдів;
- Астероїди типу S — кам'янисті, багаті на кремній, становлять 17 % всіх астероїдів;
- До астероїдів типу U (від англ. Unknow) належать усі інші, що не потрапляють до перших двох категорій.

Початкова класифікація надалі вдосконалювалася, виділялися нові типи. Наразі дві найпопулярніші таксономічні системи: система Толена та система SMASS. В обох системах виділяють астероїди типу C, S та X. Тип X складається переважно з металевих астероїдів, як-от астероїди типу M. Крім того, розрізняють ще кілька дрібніших класів.
| Тип | Опис |
| --- | --- |
| А   | Рідкісний тип астероїда, що характеризується помірно високим альбедо й інтенсивним червоним кольором. Сильне поглинання в ближньому інфрачервоному діапазоні інтерпретується як свідчення наявності олівіну.                                |
| B   | Підклас астероїдів типу С, які відрізняються більшим альбедо. |
| С   | Категорія темно-сірих астероїдів з альбедо близько 5 %. «C» — означає «вуглецевий», оскільки вони, як вважають, складаються з речовини того ж типу, що й вуглецеві хондрити. Астероїди типу С поширені в зовнішній частині головного поясу. |
| D   | Тип астероїдів червонуватого кольору, рідко зустрічаються в головному поясі, але дедалі частіше виявляються на великих відстанях від Сонця.                                                                                                 |
| Е   | Рідкісний тип астероїдів із високим альбедо. За хімічним складом вони можуть виявляти подібність із метеоритами, відомими як енстатітові ахондрити.                                                                                         |
| F   | Підклас астероїдів типу C, що відрізняється слабким ультрафіолетовим поглинанням у спектрах або повною його відсутністю. |
| G   | Підклас астероїдів типу C, що відрізняються потужним ультрафіолетовим поглинанням у спектрі. |
| М   | Поширений тип астероїдів із помірним альбедо, що імовірно мають металевий склад, подібний до складу залізних метеоритів. |
| P   | Астероїд з низьким альбедо. Астероїди типу P найчастіше зустрічаються в зовнішній частині головного поясу. |
| Q   | Рідкісний тип астероїдів, схожих за своїми властивостями на метеорити, що належать до хондритів. До цього класу астероїдів належить Аполлон та кілька інших навколоземних астероїдів.                                                       |
| R   | Рідкісний тип астероїда з помірно високим альбедо, прикладом якого є 349 Дембовська. |
| S   | Категорія астероїдів з проміжним значенням альбедо, які, як припускають, подібно до кам'яних метеоритів, складаються з силікатів. Астероїди типу S у внутрішній частині поясу астероїдів зустрічаються порівняно часто.                     |
| T   | Тип астероїдів, що характеризуються дуже низьким альбедо. |
| V   | Клас астероїдів, найбільшим представником яких є Веста. |

### Розподіл у Сонячній системі
Орбіти більшості відомих астероїдів лежать всередині головного поясу астероїдів між орбітами Марса й Юпітера. Вони мають порівняно малий ексцентриситет. Вважається, що вони є залишками протопланетного диска. Акреції скельних уламків у цій області завадили потужні збурення, зумовлені гравітаційним полем Юпітера.
Об'єкти поясу астероїдів дуже різні за розмірами, від 544 км у діаметрі, як Паллада, до 10 м. Кілька найбільших мають близьку до кулястої форму, вони дуже схожі на мініатюрні планети. Така форма пояснюється тим, що речовина, з якої вони утворені, переплавилася після утворення. Вони мають сформоване внутрішнє ядро та зовнішню кору. Однак більшість астероїдів невеликі й мають неправильну форму.
Загальна маса усіх астероїдів поясу оцінюється в (3,0—3,6) × 1021 кг, що становить 4 % маси Місяця.
Будова астероїдів різна і в більшості випадків не дуже зрозуміла. Церера, схоже, має ядро зі скельних матеріалів, вкрите крижаною мантією, а Веста, схоже, має залізно-нікелеве ядро, олівінову мантію й базальтову кору. 10 Гігея видається однорідною за будовою й складається з вуглецевого хондриту. Багато, можливо, більшість дрібних астероїдів, лише ледь-ледь утримуються слабкою гравітацією як єдине тіло. Деякі астероїди мають власні супутники, інші є подвійними.
Астероїди існують також поза головним поясом:
- Навколоземні астероїди мають орбіти, що лежать неподалік земної орбіти (як усередині її, так і зовні). Деякі з них (наприклад, група Аполлона, група Атона) перетинають орбіту Землі й потенційно можуть зіткнутися з нашою планетою. Це може становити загрозу, тому вивченню таких астероїдів приділяють значну увагу. Попри невелику їх кількість, класифікація цих астероїдів найбільш деталізована.
- Троянські астероїди пов'язані силою тяжіння з Юпітером і синхронізовані з ним у русі. Вони або випереджають або відстають від планети-гіганта в її орбітальному русі. Відомо їх небагато, хоча вважається, що має бути не менше, ніж у поясі. Нещодавно було відкрито троянців у Нептуна й Марса.
- Кентаври — це астероїди, орбіти яких лежать між орбітами Юпітера й Нептуна[26].

Об'єкти, що більшу частину часу перебувають поза орбітою Нептуна (велика піввісь орбіти яких становить більше 30,1 а. о.) називають транснептуновими об'єктами.
2018 року група астрономів виявила астероїд 2018 VG18, який вони згодом назвали Farout — найвіддаленіший об'єкт Сонячної системи (120 а. о. від Сонця).

## Астероїдна загроза для Землі
На Землі виявлено близько двохсот астроблем — кратерів, астероїдно-метеоритне походження яких вважається доведеним. Найбільші з них мають діаметр у кількасот кілометрів. Утворення таких великих кратерів могло статися тільки внаслідок зіткнення з астероїдами, розмір яких становив декілька кілометрів. Такі зіткнення мали залишити помітний слід у геологічній або біологічній історії нашої планети. Крім локальних землетрусів або глобальних цунамі внаслідок таких подій в атмосферу потрапляє велика кількість пилу, яка зумовлює ефекти, подібні до ядерної зими. Кліматичні зміни можуть призвести навіть до зникнення окремих видів рослин чи тварин. За однією з гіпотез, крейдове вимирання, під час якого зникли динозаври, було спричинено близько 66 млн років тому падінням астероїда, який утворив кратер Чиксулуб.
Прикладом падіння невеликого астероїда (близько 17 метрів у діаметрі) на Землю може бути падіння метеорита на Уралі 2013 року, яке призвело до значних матеріальних втрат у Челябінську та прилеглих районах, унаслідок нього зазнали травм більше тисячі людей. Подібні зіткнення відбувалися і в минулому. Приміром, падіння Тунгуського та Сіхоте-Алінського метеоритів (протягом XX ст.) відбувалося в майже безлюдних місцях. Якби це сталося в густонаселеному районі, то могло б призвести до загибелі людей та значних матеріальних втрат.
Усвідомлення астероїдної небезпеки зумовило вивчення її фахівцями. Зокрема, було розроблено кілька шкал для оцінки ступеня небезпеки від навколоземних небесних тіл (шкала Торіно та шкала Палермо). Розпочалися регулярні огляди неба з метою виявлення навколоземних астероїдів, які загрожують зіткненням із нашою планетою (LINEAR, NEAT, Каталінський огляд).
2019 року Європейське космічне агентство в межах Програми космічної безпеки (S2P) створило Управління планетного захисту (англ. Planetary Defence Office, PDO). Його оперативним центром є Координаційний центр навколоземних об'єктів (англ. Near-Earth Object Coordination Centre, NEOCC). Центр розташований у закладі ESA ESRIN у м. Фраскаті (Італія). Його метою є координація та сприяння спостереженню малих тіл Сонячної системи з метою оцінки та моніторингу загроз, що виходять від навколоземних об'єктів (NEO). Відповідно, Координаційний центр ESA NEO створив[відсутнє в джерелі] і постійно оновлює каталог усіх об'єктів, для яких розрахована відмінна від нуля ймовірність впливу на Землю, тобто список ризиків (Risk List). Кожен запис даного списку містить деталі щодо конкретного підходу об'єкта до Землі, який створює найвищий ризик зіткнення за шкалою Палермо.
На початку березня 2023 року Координаційний центр ESA NEO додав до списку ризику новий об'єкт під кодовою назвою 2023 DW[значущість факту?]. Це астероїд діаметром близько 50 метрів, який може зіткнутися із Землею 14 лютого 2046 року. Ризик зіткнення астероїда 2023 DW із Землею становив 1 до 625, що як на думку вчених, вважається досить високою ймовірністю. Станом на 10 березня 2023 року, у списку ризику Координаційного центру ESA NEO обліковувалося 1450 об'єктів, які становлять потенційну загрозу для Землі[неавторитетне джерело].
Глобальну небезпеку для людства становить зіткнення Землі з астероїдом, діаметром понад 1 км. Таке зіткнення може знищити мільйони людей, викликати зміни клімату й навіть поставити під загрозу існування людської цивілізації. З усіх відомих великих астероїдів дослідники виділили 28 здатних наближатися до Землі і змоделювали їх орбіти. Моделювання показало, що в найближчі 1000 років жоден з цих астероїдів із Землею не зіткнеться. Утім, гравітаційний вплив Сонця, інших планет і непередбачувані умови космосу можуть дещо змінити їх траєкторії.
Станом на 31 травня 2023 року було виявлено понад 32 000 навколоземних об'єктів, з яких понад 10 000, за оцінками вчених, мають діаметр понад 140 метрів. Попри це, НАСА оцінює, що існує ще принаймні 15 000 об'єктів діаметром 140 метрів, які очікують на відкриття. Крім того, космічне агентство стверджує, що лише за останні 30 днів сім із цих об'єктів пролетіли ближче до Землі, ніж Місяць, що робить їх потенційно небезпечними. Зазначена чисельність навколоземних об'єктів, окрім астероїдів, також включає інші об'єкти та комети, які наближаються до нашої планети. 852 навколоземних астероїдів мають діаметр більше 1 км. У цій групі можливо виявити ще щонайменше 50, що призвело б до того, що загальна їх кількість перевищила б 900. Водночас не всі навколоземні об'єкти становлять небезпеку для нашої планети. Наприклад, падіння 21 січня 2024 року астероїда 2024 BX1 поблизу Берліна (Німеччина) жодних пошкоджень на поверхні Землі не викликало. 
Астрономи класифікують як навколоземні (англ. NEO), об'єкти, що перебувають у радіусі 30 млн миль (48 280 320 км) від Землі.
Невирішеною проблемою є раптова поява астероїдів біля Землі. Астероїд 2024 UQ став третім за 2024 рік подібним небесним тілом, який був виявлений завдяки системі моніторингу Asteroid Terrestrial-Impact Last Alert System лише за декілька годин до зіткнення із Землею. Зазначається, що представники ESA не мали даних про цей астероїд через недостатню часову підготовку.
Для привернення уваги до астероїдної загрози Генеральна Асамблея ООН визначила 30 червня кожного року як Всесвітній день астероїда.